# Безглиниста промивальна рідина БІОКАР-МТ®
Безглиниста промивальна рідина БІОКАР-МТ® — різновид бурового розчину, що застосовується при бурінні глибоких вертикальних, похилих і горизонтальних свердловин, первинного розкриття продуктивних пластів у зонах аномально високих пластових тисків.

## Загальний опис
Особливістю системи БІОКАР-МТ® є високий рівень мінералізації, підвищена термостійкість і висока густина, що значно розширює сферу застосування безглинистих промивальних рідин. При цьому БІОКАР-МТ® зберігає всі переваги біополімерних безглинистих промивальних рідин і забезпечує коефіцієнт відновлення проникності колекторів, який суттєво перевищує аналогічні показники для традиційних обважнених розчинів.
Історична довідка. Успішне застосування біополімених безглинистих систем при бурінні похилих і горизонтальних свердловин, розкритті продуктивних пластів з АНПТ вказувало на високі перспективи їх подальшого вдосконалення. У той же час сфера застосування безглинистих систем обмежувалася низькою термостійкістю полісахаридних реагентів, що лежать в основі отримання полімерної тиксотропної структури. В геологічних умовах України межа температурної стійкості біополімерних систем на рівні 110—120 оС виключає можливість їх застосування на родовищах ДДЗ з глибиною більше 3500 — 4000 м, на більшій частині родовищ Карпат і Кримського півострова.
Застосування обважнених промивальних рідин на глинистій або полімер-глинистій основі пов'язано з труднощами, зумовленими зростанням структурно-механічних і реологічних характеристик, особливо в умовах високих температур.
Це призводить до надлишкових динамічних навантажень на проникні пласти при відновленні циркуляції та СПО, знижує верхню межу обважнення розчину, ускладнює проведення ГДС, призводить до перевитрат реагентів і забруднення навколишнього середовища.
В умовах підвищеної репресії негативний вплив твердої фази промивальної рідини на колекторські властивості пластів посилюється. Виключення глинистої фази призведе до усунення проблеми загущення обважнених розчинів і підвищить якість розкриття продуктивних пластів. Насичення дисперсійного середовища солями дозволить підвищити інгібіруючі характеристики розчину і зменшить потребу в обважнювачі. Дані положення були реалізовані при створенні промивальної системи БІОКАР-МТ®.

## Переваги та недоліки
Переваги. Система БІОКАР-МТ® зберігає всі переваги, які забезпечує застосування безглинистих промивальних рідин, зокрема розчину БІОКАР®:
– Відсутність глинистих компонентів у складі розчину дозволяє зменшити необоротну кольматацію при розкритті колекторів, виключає температурне загущення обважненого розчину, зменшує динамічний вплив на стінки свердловини. — Виключне використання компонентів, що біологічно розкладаються, знімає проблему зниження проникності колекторів внаслідок адсорбції полімерів на поверхні пор.
— Реологічні властивості розчину забезпечують ефективне очищення вибою свердловини і винесення шламу на поверхню. Не створюють додаткового опору при промиванні. — Компоненти розчину стійкі до впливу моно- і полівалентних солей, не утворюють нерозчинних сполук при контакті з породами і пластовими флюїдами.
Додаткові переваги системи БІОКАР-МТ®:
- - Інгібуючі властивості системи БІОКАР-МТ® вищі, ніж у розчину БІОКАР® і традиційної хлоркалієвої промивальної рідини.
  - Висока мінералізація БІОКАР-МТ® дозволяє повністю виключити зі складу реагенти-бактерициди, що знижує токсичність системи до четвертого класу небезпеки і дозволяє використовувати її в умовах з найжорсткішими екологічними вимогами.
  - Термостійкість системи БІОКАР-МТ® вища, ніж в альтернативних розчинів на полісахаридній основі, що дозволяє використовувати її при бурінні на великих глибинах.

Недоліки. Ефективність системи БІОКАР-МТ®, як безглинистої промивальної рідини, знижується при її забрудненні шламом вибурених порід. У зв'язку з цим рекомендується застосування 3— 4 ступеневої системи очищення промивальної рідини, що включає систему регенерації обважнювача.
Термостійкість системи БІОКАР-МТ® знаходиться на рівні 140 оС.
Підвищення рН розчину більше 11 призводить до деструкції біополімерів. Розчин не рекомендується застосовувати при разбурюванні великих цементних стаканів.
Густина промивальної рідини знаходиться в межах 1200—1600 кг/м3.

## Склад промивальної рідини
БІОКАР-компаунд — 5 — 6 % (комплексний реагент, що забезпечує фільтраційні та реологічні властивості розчину);
Alevron® — 0,5 — 1 % (НРНТ регулятор фільтрації та реологічних властивостей);
хлорид калію — 3 — 5 %;
хлорид натрію — аж до насичення;
карбонатний наповнювач — 10 — 15 %;
К-200 — 1 — 1,5 % (органічний наповнювач);
графіт — до 1 % (перед спуском обсадної колони);
карбонатні обважнювачі або барит — залежно від необхідної густини;
змащувальні домішки, регулятор рН, піногасник, ПАР.

## Параметри промивальної рідини
- густина — 1200—1600 кг/м3,
- умовна в'язкість — 60 — 120 сек,
- СНЗ — 30/40 — 40/50 дПа,
- фільтрація — 4 — 5 см3 / 30хв,
- вибійна фільтрація при температурі 140 оС і перепаді тиску 5МПа — 20 — 25 см3/30хв;
- пластична в'язкість — 30 — 50 мПа·с, ДНЗ — 140—200 дПа, рН — 9,5 — 10,5.